# 魏珽
魏珽（1492年—？），字直甫，羽林前衛官籍，直隸廬州府合肥縣人，明朝政治人物。

## 生平
正德十一年（1516年）丙子科順天鄉試第一百十二名舉人，十六年（1521年）中式辛巳科會試第三十七名，三甲第三名進士。任戶部郎中，因事謫溫州府通判，調東昌府通判。

## 家族
曾祖魏仁；祖父魏泰；父魏洹，贈奉直大夫鴻臚寺左少卿。母金氏（封宜人）。慈侍下。兄魏璄（太常寺卿）、魏珣。